# Боротися і перемагати
«Боротися і перемагати» (англ. Fight and Win) — американська драма режисера Ерла С. Кентона 1924 року.

## У ролях
- Джек Демпсі — Тігер Джек О'Дей
- Естер Ралстон — Голлі Маллой
- Гейден Стівенсон — місіс Салліван
- Едгар Кеннеді
- Чарльз Райснер — Чак — менеджер
- Джордж Ові — Ед Мартін — менеджер
- Кармеліта Джераті — офіціантка
- Кейт Прайс
- Беатріс Бернем
- Вірджинія Лі Корбін